# Estrecho de Dampier
El estrecho de Dampier es un estrecho marino localizado en aguas de Papúa Nueva Guinea, en el archipiélago de Bismarck, que separa las islas de Umboi y Nueva Bretaña, y que une el mar de Bismarck, al norte, con el mar de Salomón, al sur (ambos mares del océano Pacífico).
El estrecho lleva el nombre del primer europeo conocido que navegó en sus aguas, el navegante británico William Dampier, que lo atravesó en 1700 en el barco HMS Roebuck. Dampier describió su descubrimiento en un pasaje de su libro A Continuation of a Voyage to New Holland

## Anexiones y guerras mundiales
Después de la anulación imperial (británica) de la anexión del gobierno colonial de Queensland en 1883 de Nueva Guinea al este de la frontera neerlandesa de los 141° E, Alemania, en 1884 «se anexionó de la costa norte de Nueva Guinea desde la frontera neerlandesa al este del estrecho de Dampier y el territorio posterior de la teoricamente cresta de la cordillera central de las montañas». Al hacerlo, cambió el nombre de archipiélago de Nueva Bretaña (New Britannia Archipelago) por el de archipiélago de Bismarck.
En 1914, tras el estallido de la Primera Guerra Mundial, las fuerzas armadas de Australia tomaron, entre otras posesiones alemanas, el archipiélago de Bismarck y, después de luchar unos meses, la Nueva Guinea alemana. El Tratado de Versalles (1919) creó un Mandato de la Sociedad de Naciones sobre esta área, administrativamente asignado a Australia.
El 8 de marzo de 1942, los japoneses desembarcaron dos batallones en Lae y Salamaua  en el golfo de Huon, lo que les dio el control de los estrechos de Dampier y Vitiaz. En diciembre de 1943 las fuerzas estadounidenses desembarcaron en Nueva Inglaterra. El general Douglas MacArthur anunció que Rooke Island (Isla Umboi) había sido ocupada el sábado 12 de febrero de 1944 por las fuerzas estadounidenses que no encontraron oposición: la Compañía B del 1º de los marines había cruzado el estrecho de Dampier en naves de desembarco.